# Consciència (ètica)
La consciència és el sentiment i certesa internes d'estar actuant bé o malament segons els paràmetres fixats per l'ètica. Segons la religió, la consciència prové de l'ànima, que jutja les pròpies accions i fa sentir remordiments en el cas de desviar-se de la norma moral, mentre que per a la ciència la consciència és part de l'activitat avaluadora ordinària del subjecte, que sempre qualifica els actes i esdeveniments segons diversos criteris, entre els quals es troba la moral. Aquesta facultat sembla localitzar-se en el còrtex prefrontal del cervell.
Per a Sigmund Freud, és part del superjò, un component de la ment creat per la socialització que fa que cada individu interioritzi uns codis de conducta que asseguren la cohesió del grup. El superjò o consciència reprimeix amb emocions negatives aquells comportaments suggerits per l'allò o l'instint que s'allunyen de l'esperat.

## La consciència segons el catolicisme
Segons el catecisme, l'ésser humà és lliure, fet que implica la possibilitat "d'escollir entre el bé i el mal" (p. 1732). Per saber com triar, s'ha de guiar per la consciència, que "assegura la veritat respecte al Bé" (p. 1777) i per tant, si està ben formada, ajuda a no equivocar-se en la tria. La consciència actua com a "llei de l'esperit" (p. 1778), però per a sentir-la cal fer instrospecció i perquè el seu judici sigui encertat, cal una formació al llarg de tota la vida, que inclogui fe, raó i seguir els ensenyaments de l'Església.
Fer un examen de consciència és un acte habitual en un catòlic practicant, que examina els seus actes passats i intencions futures per jutjar sobre la seva bondat o no. Si ha comès una falta o un pecat (quan ha obrat contra Déu i els seus preceptes, tot i saber quin era el seu deure), cal que obtingui el perdó mitjançant la confessió. Aquesta pot ser privada, en l'oració o diàleg directe amb la divinitat, o bé mitjançant un sacerdot, que ordena una penitència i atorga l'absolució si el penediment és sincer. Si la consciència, però, no sent l'error i no pensa evitar-lo en el futur, el sagrament no té cap efecte.

## La consciència en la personalitat
Tots els éssers humans tenen consciència moral, ja que han estat educats en el compliment d'unes normes ètiques per la família, l'escola, les relacions personals o altres influències com els mitjans de comunicació, lectures i meditacions. Però hi ha persones amb un grau més elevat de reflexió sobre els propis actes, que es reconeixen per actuar més sovint segons el seu deure, per fer plans de futur i no deixar tan endarrerida la feina.
Quan no se segueix la consciència, sorgeixen el remordiment i la culpa, que pot esdevenir patològica si no se sap aturar, ja que és impossible actuar sempre d'acord amb les normes morals. L'extrem contrari, l'anomia, també és un signe de malaltia. Ja Aristòtil proclamava que la virtut era trobar l'equilibri, el terme mitjà.
El penediment actua com a filtre repressor de la conducta i la por a experimentar sentiments negatius o baixar en l'autoconcepte pot fer desistir de determinades conductes. Pel mecanisme de defensa de l'anul·lació, un subjecte pot ajornar aquest sentiment o buscar una justificació per als seus actes (autoengany) que el compensi, per tendir així a l'homeòstasi psíquica.

## Representacions culturals
Sovint, s'ha representat la consciència com a éssers que habiten dins la persona i que mantenen un debat entre dues opcions. Una representació culturalment molt arrelada a Occident és concebre aquest debat com si passés entre un àngel i un dimoni en miniatura, que lluiten per aconseguir la màxima atenció de la persona, amb arguments oposats per portar-la a decidir entre l'opció que cadascú prefereix.
En la història de Pinotxo, el personatge, la consciència del personatge és un grill que acompanya el protagonista recordant-li les seves obligacions i advertint-lo del perill.